# Tamar (Schiff, 1814)
Die Tamar, auch HMS Tamar, war ein 28-Kanonen-Kriegsschiff 6. Ranges der Conway-Klasse der britischen Marine, das von 1814 bis 1827 in Dienst stand. Klassifiziert als Post ship entsprach es der Größe und Bewaffnung einer Korvette.

## Allgemeines
Die spätere Tamar wurde am 18. Januar 1813 bestellt und von Josiah & Thomas Brindley in einer Werft in Frindsbury im Mai 1813 auf Kiel gelegt. Der Stapellauf erfolgte am 23. März 1814 und die offizielle Indienststellung unter Captain Charles Sotheby im Oktober 1814. Die reinen Baukosten betrugen 9.571 Pfund (siehe Pfund Sterling).
Im Jahr 1820 segelte die Tamar in Richtung Karibik, wo sie sich einige Zeit als Patrouillenschiff aufhielt und von Jamaika aus operierte. 1823 zerstörte sie dort drei Piratenschiffe.
1824 nahm die Tamar zusammen mit der Lady Nelson an einer Expedition zur australischen Nordküste teil, wo unter anderem die Siedlung Fort Dundas auf der Melville Island gegründet wurde.
Nach der Rückkehr nach England wurde das Schiff 1831 außer Dienst gestellt.